# Thomas Hutchins (prirodoslovec)
Thomas Hutchins, britanski zdravnik in prirodoslovec, * 1742, † 7. julij 1790.
Po njem so poimenovali Hutchinsovo gos.